# Isla Vista
Isla Vista är en ort (CDP) i Santa Barbara County, i delstaten Kalifornien, USA. Enligt United States Census Bureau har orten en folkmängd på 23 096 invånare (2010) och en landarea på 4,8 km².
I maj 2014 utförde den tidigare collegeeleven Elliot Rodger, son till den brittiske filmskaparen Peter Rodger, en väldigt stor mordmassaker i staden, där han som mest lyckades döda sex personer. Han valde sedan därefter med att ta livet av sig som det sjunde dödsoffret, genom att skjuta sig själv i huvudet.